# Hérouville-Saint-Clair
Hérouville-Saint-Clair ist eine französische Gemeinde in der Region Normandie im Département Calvados. Sie ist mit 22.473 Einwohnern (Stand 1. Januar 2022) die zweitgrößte Stadt des Départements und erfuhr seit Beginn der 1960er Jahre einen erheblichen Einwohnerzuwachs. Die Stadt gehört zum Arrondissement Caen.
Hérouville-Saint-Clair liegt am westlichen Ufer der Orne in unmittelbarer nördlicher Nachbarschaft von Caen. Bis 1957 hieß der Ort einfach Hérouville. Hérouville ist durch die Linie B des TVR Caen mit Caen verbunden. Viele Stadtteile von Hérouville fallen besonders durch ihre zeitgenössische Architektur auf. Die Grundidee dabei war eine dezentrale Urbanisierung, dabei erhielten die einzelnen Stadtteile kleine Einkaufszentren, um ihre Eigenständigkeit zu unterstreichen. Ende der 1980er Jahre wurde erst ein urbanes Stadtzentrum geschaffen.

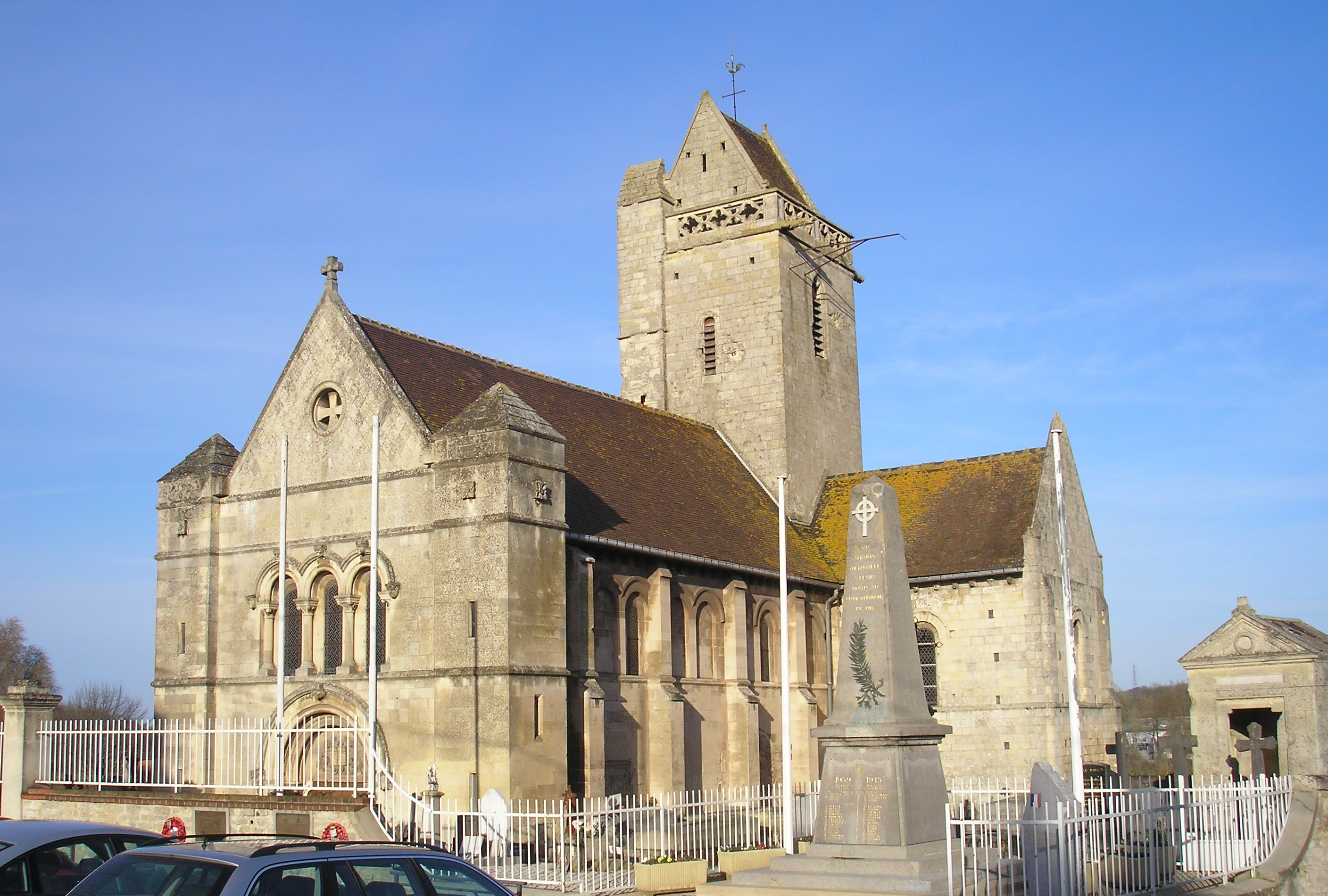
Kirche Saint-Clair

## Bevölkerungsentwicklung
| Jahr                       | 1962 | 1968 | 1975   | 1982   | 1990   | 1999   | 2006   | 2019   | 2020   |
| Einwohner                  | 1784 | 9041 | 23.712 | 24.298 | 24.795 | 24.025 | 22.766 | 22.555 | 22.150 |
| Quellen: Cassini und INSEE |      |      |        |        |        |        |        |        |        |

## Stadtgliederung
Es gibt folgende Stadtteile: Le Bourg, Savary, Les Belles Portes, Saint-Clair, Le Val, La Grande Delle, La Haute Folie, Le Grand Parc, Le Lycée, La Zone d´activité, Montmorency, Beauregard und Lebisey.

## Bildung
In Hérouville gibt es mehrere Collèges und drei Lycées.

## Städtepartnerschaften
Hérouville-Saint-Clair pflegt Städtepartnerschaften zu Tichwin (Тихвин) in Russland und Garbsen in Deutschland.